# Ficus henryi
Ficus henryi là một loài thực vật có hoa trong họ Moraceae. Loài này được Warb. ex Diels mô tả khoa học đầu tiên năm 1900.